# Rootscompressor

Een rootscompressor
Diagram:
1 lob 1
2. pomphuis
3. lob 2
a. inlaat
b. pompkamer
c. uitlaat

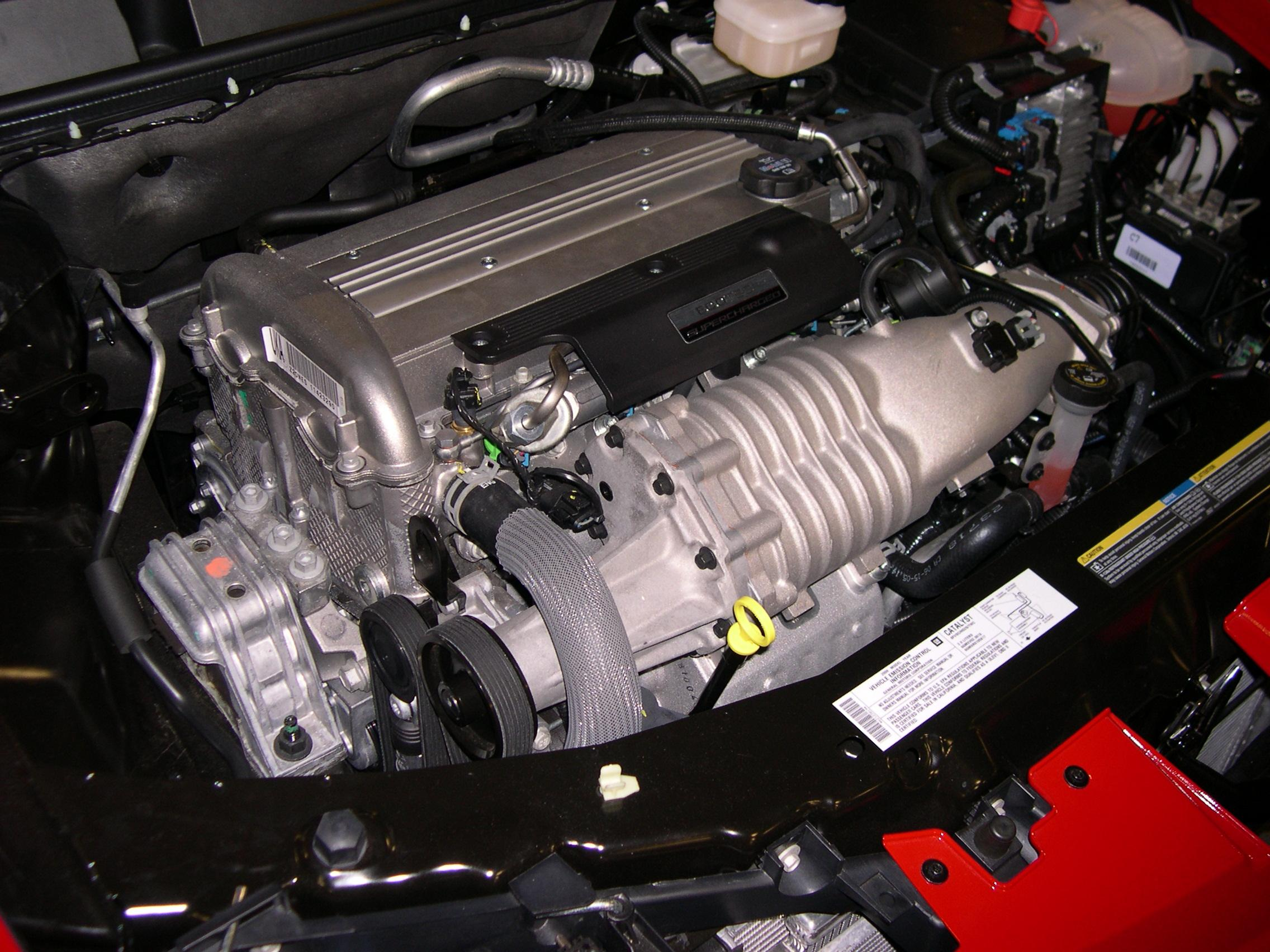
Een rootstype supercharger in een auto

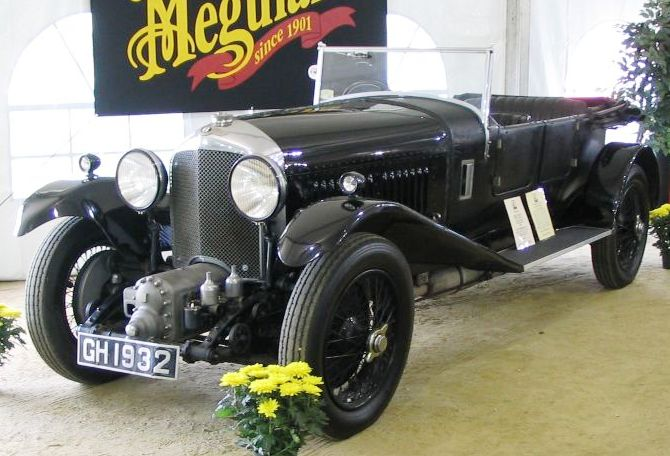
Rootsblower in de beroemde "Blower-Bentleys"

Een rootscompressor of rootsblower is een lobbenpomp voor gassen, gemaakt door het bedrijf Roots, oorspronkelijk van de gebroeders Philander en Francis Marion Roots uit Connersville (VS), die hierop in 1860 een eerste patent kregen.
Dit type compressor vindt vooral toepassing in de industrie en in automobielen, als een lage overdruk (ca. 1 bar overdruk) nodig is.

## Twee lobben en drie lobben
De vroegere rootscompressoren hadden twee lobben, de nieuwe generatie is drielobbig. Het voordeel van drie lobben is minder geluidssproductie. Drielobscompressoren zijn wel duurder in aanschaf.

## Automobiel
Een rootstype supercharger of rootsblower vindt wordt toegepast in auto's en vrachtwagens als alternatief voor een turbolader. Een supercharger of rootscompressor werkt bij lagere toerentallen beter dan een turbolader, omdat deze via aandrijfriemen wordt aangedreven door de motor zelf en direct veel kracht en koppel levert. Dit heeft wel als nadeel dat de compressor energie onttrekt aan de motor, die anders voor de aandrijving gebruikt had kunnen worden, maar dit weegt niet op tegen de grote vermogenswinst die er mee wordt behaald, alsof de motor een 1,5 tot 2 keer zo grote cilinderinhoud heeft.
Superchargers worden dan ook veel gebruikt in Hot Rods, die vanuit stilstand snel accelereren. Volkswagen heeft enige tijd auto's uitgebracht met een "G-lader", ook Mercedes-Benz levert "Kompressor"-uitvoeringen van sommige modellen. Een rootscompressor is minder economisch dan een turbocompressor.

## Industrie
Een lobbenpomp (in de vorm van een rootscompressor of rootsblower) vindt haar toepassing in de industrie als een groot debiet en een lage overdruk (ca. 1 bar overdruk) nodig zijn. De voornaamste toepassingen zijn:
- Waterzuivering: om bacteriën hun werk te laten doen of om opgelost ijzer te laten oxideren moet het ruwe water voldoende opgelost zuurstof bevatten. Dit gebeurt in beluchtingstorens die niet hoger dan 10 meter zijn, zodat men met 1 bar overdruk toekomt.
- Pneumatisch transport: bij pneumatisch transport heeft men enorme debieten lucht nodig en weinig druk.
- Buizenpost
- Fluïdisatie: ook hier is een groot debiet nodig en weinig druk
- Centrale stofafzuiging: als bij pneumatisch transport.
- Vacuümbooster: als eerste trap in combinatie met vacuümpomp
- Drukbooster: geschikt tot een overdruk van 6,9 bar
- Voedingsmiddelenindustrie

## Onderdruk
Een rootscompressor vindt toepassing als vacuümbooster, als eerste trap in combinatie met een klassieke vacuümpomp. Vacuümpompen worden gebruikt in het ruwvacuümsegment. Tussen de 80 mbar en 0,01 mbar zijn de pompen energietechnisch zeer goed. Een laag energieverbruik gecombineerd met een hoge opbrengst. Om dit te realiseren worden de pompen in serie geplaatst met een andere pomp, de zogenaamde backing pump. Vaak wordt hiervoor een oliegesmeerde schottenpomp of een vloeistofringvacuümpomp gebruikt.
Rootsblowers kunnen worden gebruikt in VPI-installaties. Hiermee is een absolute druk tot 0,5 mbar te halen, mits de capaciteit van de pomp juist gekozen wordt.